# Ferdinand Vilhelm Jensen
Ferdinand Vilhelm Jensen (27. marts 1837 i København – 15. april 1890 i København) var en dansk arkitekt.
Ferdinand Jensen var søn af viktualiehandler Anders Jensen, og begyndte at gå på Kunstakademiet i januar 1854 for at uddanne sig til bygmester, vandt 1859 den mindre, 1860 den store sølvmedalje og konkurrerede straks efter til den mindre guldmedalje, som han dog først opnåede 1863 for opgaven Et Landslot. Året efter byggede han den kraftigt udformede Metodisternes Kirke i Rigensgade (indviet 1866) samt flere større privatgårde. I forening med Vilhelm Petersen opførte han 1874-1876 en række store bygninger, deriblandt Søtorvet foran Søerne for Det Kjøbenhavnske Bygge-Selskab. Jensen var lærer ved Teknisk Institut i begyndelsen af 1860'erne og bygningsinspektør på Frederiksberg 1869-74. I slutningen af 1867 flyttede han til Hamborg, hvor han bl.a. opførte Hansasalen og en mængde privathuse; men i 1882 vendte han tilbage til København og virkede nogle år som privat arkitekt. Han døde den 15. april 1890. Jensen var et usædvanlig frodigt talent, men svag af karakter og svingede også i sin kunst mellem yderligheder. Han blev i 1860 gift med Alvilda Gruber (Frobøse). Han er begravet på Frederiksberg (Solbjerg Kirkegård). 

## Udstillinger
- Charlottenborg Forårsudstilling 1860 og 1863
- Raadhusudstillingen 1901

## Værker
- Jerusalemskirken i Rigensgade, København (1864-65, udbrændt 1914, genopført af Jens Christian Kofoed, der ombyggede interiøret og forhøjede tårnet)
- Boligejendom, kendt som Brønnums Hus, August Bournonvilles Passage 1, tidligere Tordenskjoldsgade 1, København (1865-66, fredet 1995)
- Ombygning af facaden på Ole Haslunds hus, Amagertorv 14 (1866-67)
- Søtorvets bebyggelse: Søtorvet 1-5, 2-4/Frederiksborggade 43 & 54/Gothersgade 175 & 160/Nørre Søgade 5-7/Vendersgade 33 & 28 (1873-76, sammen med Vilhelm Petersen, fredet)
- Hansasalen samt en del privathuse i Hamburg
- Nivågård, Nivå (1880-81)
- Kingosgade 2/Vesterbrogade 106B, Vesterbro, København (1884-86)
- Bredgade 63-65, København (1886-87, fredet)
- Abel Cathrines Gade 5-11, Vesterbro, København (1887-88)
- Direktørboligen til Sølyst Teglværk, Nivå (1887-88, nedrevet 1976)
- Petersborg, Østerbrogade 74/Nordre Frihavnsgade 2-4/Odensegade 3, Østerbro, København (1888-90, vinduer ændret)
- Eriksgade 7-9, 11-13, 15, Eskildsgade 33-35, 37, Halmtorvet 44, Vesterbro, København (1888-90)